# Metaanaliza

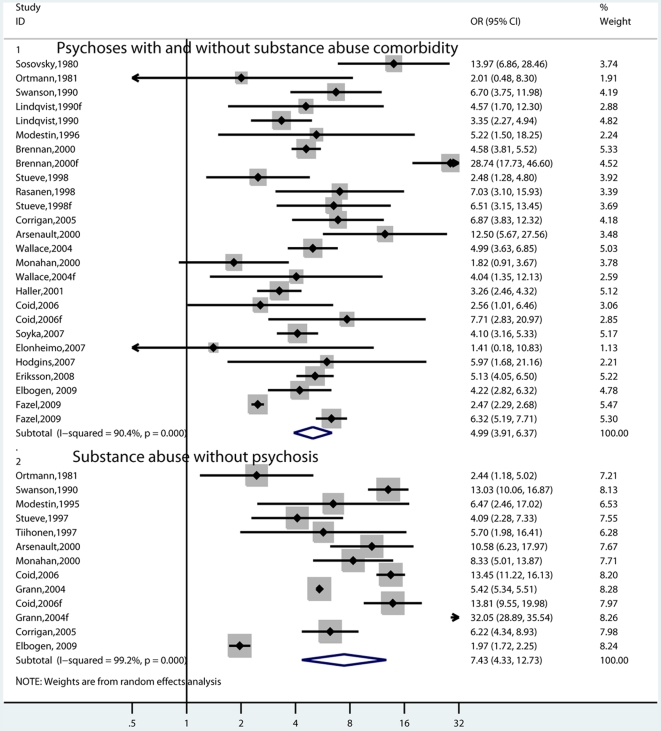
Wizualizacja wyników pojedynczych badań typu forest plot w przeglądzie publikacji na temat schizofrenii

Metaanaliza – pojęcie z zakresu analizy danych i wnioskowania statystycznego, określające wtórne odkrywanie wiedzy metodą badawczą uogólniania informacji zawartych w publikacjach czy źródłach pierwotnych. 
Najczęściej metaanaliza przybiera postać przeglądu systematycznego literatury z jakiegoś obszaru, wzbogaconego o analizę (najczęściej statystyczną) uzyskanych wcześniej wyników, wnioskowanie i podsumowanie. Uważa się, że metaanaliza jest samodzielnym i pełnoprawnym rodzajem badania naukowego (z ang. integrative research lub literature-based discovery). Narzędzie to pozwala określić, jakie wnioski płyną z całości publikacji z danego tematu, dając dokładniejszą i szerszą wiedzę niż analizowanie pojedynczych badań. Pojęcie ukuł Gene V. Glass w 1976 r., zaś spopularyzował w 1978 r. Robert Rosenthal, choć proste metody tego typu opisywano już wcześniej, jak np. test łączonego prawdopodobieństwa Ronalda Fishera. 
Metaanaliza uprawnia do wyciągania pewniejszych wniosków ze zbioru badań, zwłaszcza oszacowań wielkości efektu, niż bardziej nieformalne metody, takie jak najprostsze zliczanie wyników badań „za” i „przeciwko” hipotezie. Do porównywania kilku metod postępowania jednocześnie może służyć metaanaliza sieciowa.

## Typowa procedura

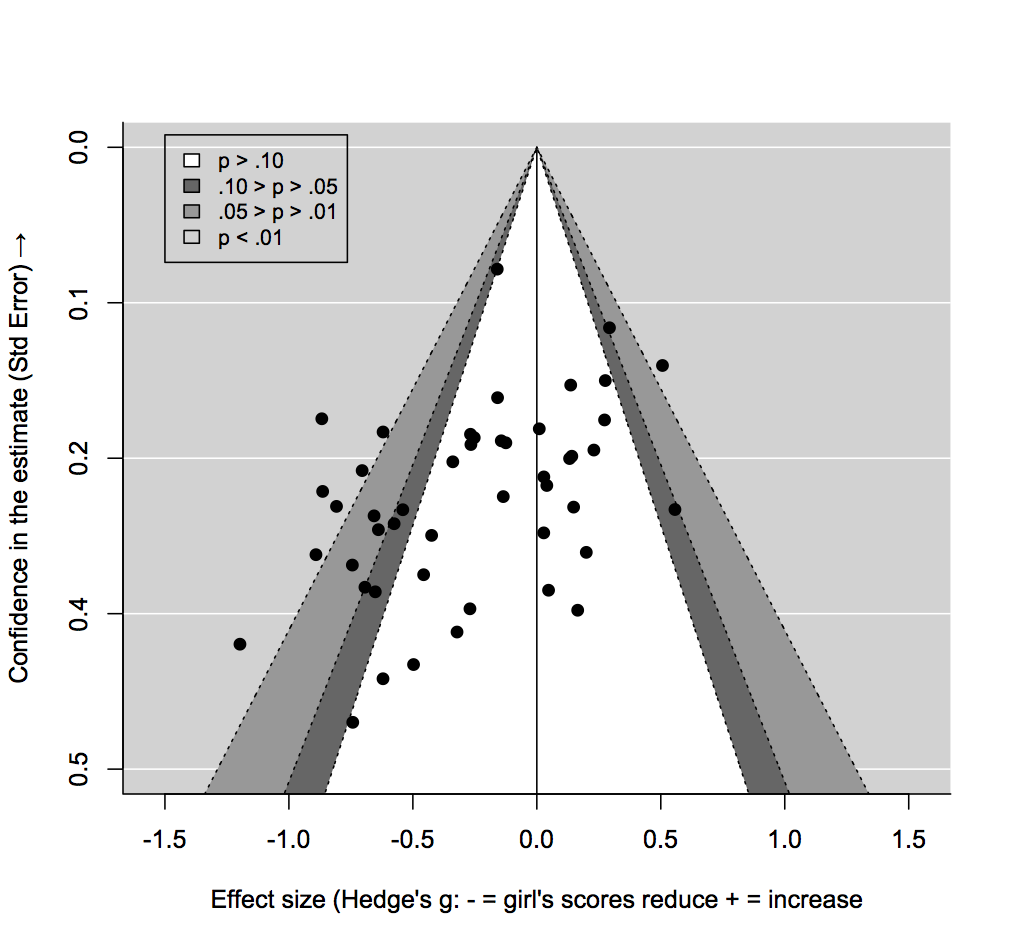
Funnel plot z metaanalizy badań nad zjawiskiem zagrożenia stereotypem u nastolatek, sugerujący obecność w literaturze tendencyjności publikacji, ze względu na obecność grupy wyników wykraczających poza oczekiwaną symetrię

Procedura metaanalityczna ma najczęściej podobną postać:
1. Zadeklarowanie a priori tematu przeglądu, kryteriów wyboru publikacji i procedury analitycznej
2. Zebranie wszystkich prac spełniających kryteria i sporządzenie wyciągu z ich analiz statystycznych
3. Zbadanie homogeniczności wyników badań
4. Zestawienie i wizualizacja wyników (np. forest plot)
5. Jeśli potrzeba, redukcja heterogeniczności badań
6. Obliczenie ogólnego współczynnika wielkości efektu z wyników badań
7. Analiza wariancji wielkości efektu w zależności od charakterystyki badań[7]

Inne często spotykane elementy to narzędzia kontroli jakości metodologicznej i tendencyjności publikacji, jak funnel plot i P-curve. Na ich podstawie można, jeśli jest taka potrzeba, przedstawić ogólną wielkość efektu z poprawką na błędy metodologiczne.

## Narzędzia
Do wykonywania metaanaliz można używać pakietu meta w języku R.